# Žygaičiai
Žygaičiai (ryska: Жигайчяй) är en ort i Litauen. Den ligger i den västra delen av landet, 220 km väster om huvudstaden Vilnius. Žygaičiai ligger 46 meter över havet och antalet invånare är 643.
Terrängen runt Žygaičiai är platt, och sluttar söderut. Runt Žygaičiai är det ganska glesbefolkat, med 47 invånare per kvadratkilometer. Närmaste större samhälle är Taurage, 17,6 km öster om Žygaičiai. Trakten runt Žygaičiai består till största delen av jordbruksmark.